# Асбах (Хунсрик)
Асбах (њем. Asbach) општина је у њемачкој савезној држави Рајна-Палатинат. Једно је од 96 општинских средишта округа Биркенфелд. Према процјени из 2010. у општини је живјело 150 становника. Посједује регионалну шифру (AGS) 7134004.

## Географски и демографски подаци
Асбах се налази у савезној држави Рајна-Палатинат у округу Биркенфелд. Општина се налази на надморској висини од 460 метара. Површина општине износи 3,5 km². У самом мјесту је, према процјени из 2010. године, живјело 150 становника. Просјечна густина становништва износи 43 становника/km².